# Compsodecta haytiensis
Compsodecta haytiensis là một loài nhện trong họ Salticidae.
Loài này thuộc chi Compsodecta. Compsodecta haytiensis được Richard C. Banks miêu tả năm 1903.